# Emozioni (album)
Emozioni è il secondo album ufficiale  di Lucio Battisti, pubblicato il 15 dicembre 1970 dall'etichetta discografica Dischi Ricordi. Da esso venne estratto il singolo Emozioni/Anna. È di fatto un album antologico che raccoglie canzoni già pubblicate su singolo (due delle quali già incluse nell'album precedente, Lucio Battisti) ma in versione stereofonica (mentre i singoli erano monofonici).

## Descrizione
Pubblicato alla fine del 1970, raggiunse il primo posto in classifica, rimanendovi per due settimane non consecutive, fra il gennaio e il febbraio del 1971.
Le dodici tracce dell'album sono state i primi grandi successi dell'artista, a partire da Acqua azzurra, acqua chiara e Fiori rosa, fiori di pesco, vincitrici rispettivamente del Festivalbar 1969 e 1970 e fino a Emozioni e Mi ritorni in mente. 
Gli arrangiamenti sono di Detto Mariano e di Gian Piero Reverberi.

## Accoglienza
| Recensione | Giudizio             |
| ---------- | -------------------- |
| Ondarock   | 7 / 10 – consigliato |
| AllMusic   | · – album scelto     |

Emozioni fu il quarto album più venduto in Italia nel 1971, raggiungendo il primo posto nella classifica settimanale.

## Tracce
Lato A
Testi e musiche di Mogol-Battisti.
1. Fiori rosa, fiori di pesco – 3:16 (edizioni musicali Acqua azzurra) – Orchestra: Detto Mariano
2. Dolce di giorno – 2:38 (edizioni musicali Les Copains)
3. Il tempo di morire – 5:40 (edizioni musicali Acqua azzurra)
4. Mi ritorni in mente – 3:41 (edizioni musicali Acqua azzurra) – Orchestra: Detto Mariano
5. 7 e 40 – 3:32 (edizioni musicali Acqua azzurra) – Orchestra: Detto Mariano
6. Emozioni – 4:44 (edizioni musicali Acqua azzurra) – Orchestra: Gian Piero Reverberi

Lato B
Testi e musiche di Mogol-Battisti.
1. Dieci ragazze – 2:54 (edizioni musicali Fama, El' & Chris) – Orchestra: Detto Mariano
2. Acqua azzurra, acqua chiara – 3:36 (edizioni musicali Fama, El' & Chris) – Orchestra: Detto Mariano
3. Era – 2:56 (edizioni musicali Fama, El' & Chris)
4. Non è Francesca – 3:40 (edizioni musicali Fama, El' & Chris)
5. Io vivrò (senza te) – 3:53 (edizioni musicali Fama, El' & Chris) – Orchestra: Detto Mariano
6. Anna – 4:37 (edizioni musicali Acqua azzurra)

## Formazione
- Lucio Battisti – voce, chitarra
- Damiano Dattoli – basso
- Flavio Premoli – tastiera, pianoforte
- Alberto Radius – chitarra elettrica in Anna e Il tempo di morire
- Dario Baldan Bembo – tastiera, pianoforte
- Angel Salvador – basso
- Demetrio Stratos – tastiera, pianoforte
- Franco Mussida – chitarra
- Gabriele Lorenzi – tastiera, pianoforte
- Giorgio Piazza – basso
- Mario Totaro – tastiera e pianoforte in Dolce di giorno
- Franz Di Cioccio – batteria
- Renato Angiolini – tastiera, pianoforte
- Andrea Sacchi – chitarra
- Giovanni Tommaso – basso
- Leonello Bionda – batteria
- Frank Laugelli – basso
- Gianni Dall'Aglio – batteria
- Sergio Panno – batteria in Dolce di giorno
- Pietruccio Montalbetti – armonica a bocca in Dolce di giorno
- Roberto Fassio - flauto in Emozioni
- I Musicals – cori
- I 4 + 4 di Nora Orlandi – cori